# Max Burgi
Pour les articles homonymes, voir Burgi.
Max Burgi, né le 9 mars 1882 à Genève et mort dans la même ville le 26 avril 1946, est un journaliste sportif suisse. Il fut également président de l'Union cycliste internationale de 1936 à 1939.
il est également le fondateur des jeux de Genève en 1940.